# Lipoptena chalcomelaena
Lipoptena chalcomelaena är en tvåvingeart som beskrevs av Speiser 1904. Lipoptena chalcomelaena ingår i släktet Lipoptena och familjen lusflugor.
Artens utbredningsområde är Egypten. Inga underarter finns listade i Catalogue of Life.